# 鐵道綜合技術研究所
鐵道綜合技術研究所（日语：／ Tetsudō Sōgō Gijutsu Kenkyūsho），簡稱鐵道綜研、JR綜研或JR研发，是日本從事鐵路技術研究的機構，由日本國有鐵道（日本國鐵）於1986年12月10日創立，於1987年4月1日國鐵分割民營化後正式運作，並繼承原日本國鐵內的技術開發部門、鐵道技術研究所和鐵道勞動科學研究所等機構的業務，成為JR集團的一個財團法人。代表色是淺紫色。
在鐵路技術研究方面，JR綜研成立以來成功研製多項產品，以提升車輛的性能。此外，在發生重大鐵路事故時，JR綜研會和國土交通省運輸安全委員會（原航空、鐵道事故調查委員會）聯手調查事故原因。
JR綜研的現任會長是正田英介，理事長則由垂水尚志擔任。資金方面則依靠JR集團7家分公司（東日本旅客鐵道、東海旅客鐵道、西日本旅客鐵道、北海道旅客鐵道、四國旅客鐵道、九州旅客鐵道、日本貨物鐵道）的投資。

## 研究設施
研究設施
- 國立研究所

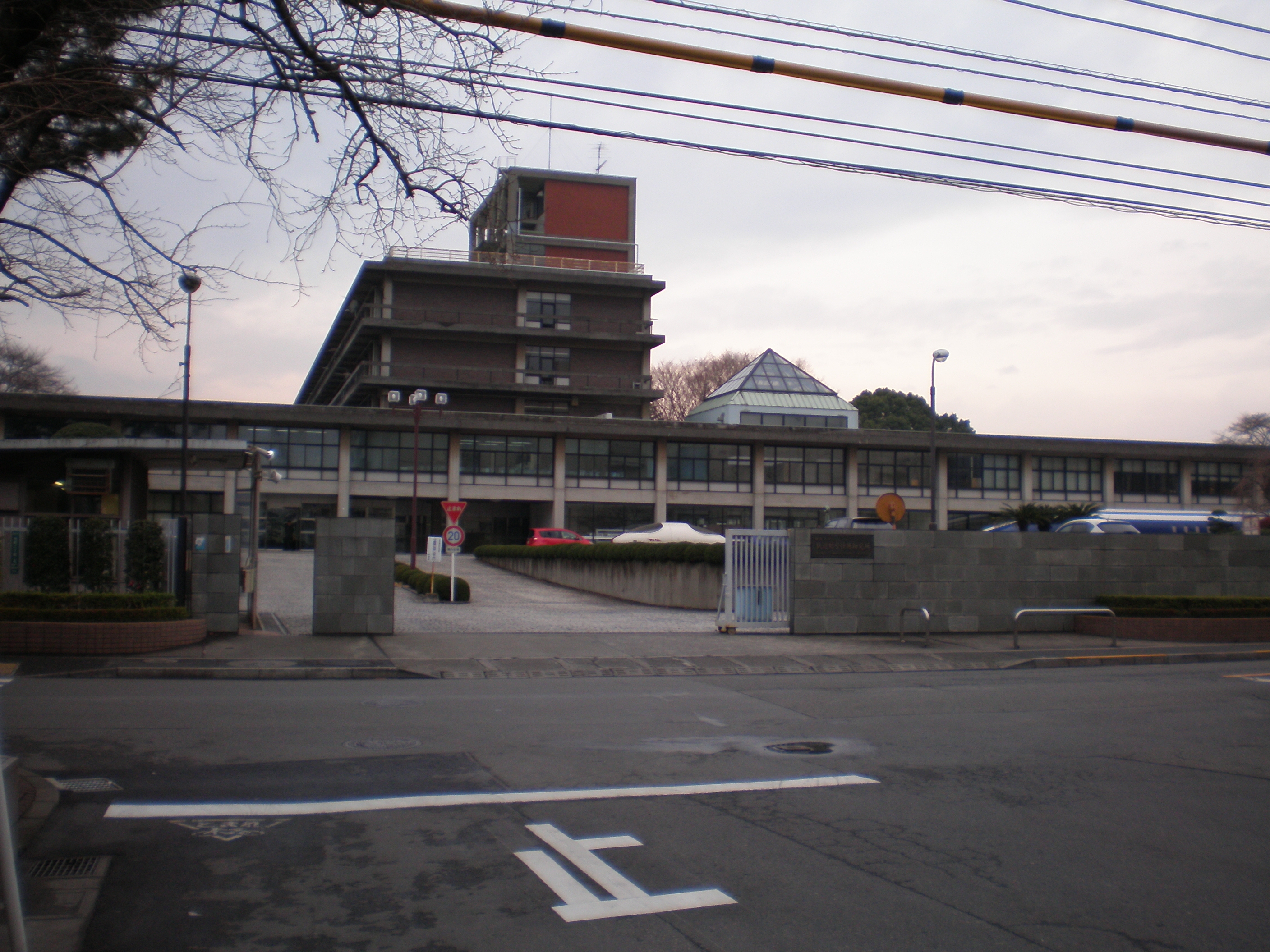
鐵道總合技術研究所國立研究所

  - 所在地：東京都國分寺市光町二丁目8番38號
- 風洞技術中心
  - 所在地：滋賀縣米原市梅原
- 鹽澤雪害防止實驗室
  - 所在地：新潟縣南魚沼市鹽澤
- 日野土木實驗室
  - 所在地：東京都日野市
- 勝木鹽害實驗場
  - 所在地：新潟縣岩船郡

辦事處
- 東京辦事處
  - 所在地：東京都千代田區丸之內三丁目4番1號 新國際大廈8樓844號室
- 新宿辦事處
  - 所在地：東京都澀谷區代代木二丁目2番2號 JR東日本總部大樓7樓

## 主要研究技術
- JR磁浮（磁浮列車）
- 軌距可變電車
- 混合式車體傾斜系統（擺式列車）
- 立體攝影機式平交道障礙物檢測裝置
- 數位自動列車控制裝置（D-ATC）
- 瓷粉噴射裝置（放沙裝置）
- 地震警報系統
- 台灣高速鐵路（建設團隊成員）

## 博物館
- 事故歷史博物館

## 外部連結
- JR 公益財団法人 鉄道総合技術研究所 （页面存档备份，存于）（日語）